# Les Têtes Brulées
Les Têtes Brulées (De brända skallarna), var ett kamerunskt band känt för sina poppiga versioner av traditionell bikutsimusik. Bandet bildades i Yaoundé av Jean-Marie Ahanda och gitarristen Zanzibar. 
Zanzibar, Théodore Epeme, som dog 1990, var känd för sitt unika gitarrsound, som åstadkoms av skumgummi under stallet på hans gitarr, vilket fick den att låta som en balafon, ett instrument som är mycket vanligt i afrikansk musik.
Les Têtes Brulées blev kända på 1980-talet, och blev snabbt världens mest kända bikutsiband. Många kritiker och fans av bikutsimusik gillade inte deras aggressivt elektrifierade ljud, och bandet fick kritik.
Vid deras framträdanden var alla färgstarkt klädda, med målade kroppar, ryggsäck, och alltid iförda solglasögon. Les Têtes Brulées turnerade under 1980- och 1990-talet i Afrika, Europa, USA och Japan.
Les Têtes Brulées är med i den franska filmregisören Claire Denis dokumentärfilm Man No Run från 1989.

## Diskografi
- 1988  Les Têtes Brûlées
- 1990  Ma Musique a Moi
- 1991  Hot Heads
- 1992  Bikutsi Rock
- 1995  Be Happy
- 2000  Bikutsi Fever